# Cardiospermum heringeri
Cardiospermum heringeri är en kinesträdsväxtart som beskrevs av M.S. Ferrucci. Cardiospermum heringeri ingår i släktet ballongrankor, och familjen kinesträdsväxter. Inga underarter finns listade i Catalogue of Life.